# Billy Barratt
Billy Barratt, född 16 juni 2007 i London, är en brittisk skådespelare.
Barratt har bland annat medverkat i TV-serien Invasion. Han har även medverkat i filmerna Crater och Resonsible Child för vilken han vann en Emmy Award.

## Filmografi (i urval)
- 2017 – Sharknado 5: Global Swarming
- 2017 – The White Princess (TV-serie)
- 2019 – Responsible Child
- 2021 – Invasion (TV-serie)
- 2023 – Crater
- 2024 – My Spy: The Eternal City
- 2025 – Bring Her Back